# La cuestión racial
La cuestión racial es la primera de cuatro declaraciones de la UNESCO sobre temas raciales. Fue publicada el 18 de julio de 1950 luego de concluida la Segunda Guerra Mundial y el nazismo racial. La declaración fue un intento de aclarar que es lo que se conocía desde un punto de vista científico sobre las razas y condenar moralmente el racismo. Fue criticada por diversos motivos y se publicaron revisiones de la misma en 1951, 1967 y 1978.

## Autores
La declaración fue firmada por algunos de los más destacados investigadores de la época, en el campo de la sociología, psicología, biología, antropología cultural y etnología.
La declaración original fue escrita por Ernest Beaglehole; Juan Comas; Luiz de Aguiar Costa Pinto; Franklin Frazier, sociólogo especializado en estudios de relaciones raciales; Morris Ginsberg, miembro fundador y presidente de la Asociación Sociológica Británica; Humayun Kabir, escritor, filósofo, y dos veces ministro de educación de la India; Claude Lévi-Strauss, uno de los fundadores de la etnología y teórico líder del relativismo cultural; y Ashley Montagu, antropólogo y autor de The Elephant Man: A Study in Human Dignity, quien fue el redactor.
El texto fue revisado por Ashley Montagu luego de recibirse comentarios y críticas de parte de Hadley Cantril; E. G. Conklin; Gunnar Dahlberg; Theodosius Dobzhansky, autor de Genetics and the Origin of Species (1937); L. C. Dunn; Donald Hager; Julian Huxley, primer director de la UNESCO y uno de los varios key contributors a la Síntesis neo-Darwiniana; Otto Klineberg; Wilbert Moore; H. J. Muller; Gunnar Myrdal, autor de An American Dilemma: The Negro Problem and Modern Democracy (1944); Joseph Needham, un bioquímico especializado en ciencia China; y el genetista Curt Stern.

## Introducción
La introducción indica que era inevitable que la UNESCO debiera tomar una posición en la controversia. El preámbulo de la constitución de la UNESCO establece que debe combatir el racismo. La propia constitución indica que "La guerra grande y terrible que acaba de finalizar fue posible gracias a la negación de los principios democráticos de dignidad, igualdad y respeto mutuo entre los hombres, y a la propagación en cambio, mediante la ignorancia y el prejuicio, de la doctrina de la desigualdad de hombres y razas."
Una resolución de 1948 del Consejo Social y Económico de Naciones Unidas le solicita a la UNESCO la conveniencia "de proponer y recomendar la adopción general de un programa de diseminación de hechos científicos diseñado para hacer desaparecer lo que comúnmente se denomina prejuicio racial." En 1949, la UNESCO aprobó tres resoluciones que la obligaban "a estudiar y recolectar material científico sobre las cuestiones raciales", "a dar amplia difusión al material científico recolectado", y "a preparar una campaña educativa basada en esta información." Antes de lanzar esta campaña, debía aclararse la posición científica.
Al obrar de esta manera,

UNESCO retomó, luego de quince años, un proyecto que el Instituto Internacional para Cooperación Intelectual había deseado llevar adelante pero que debió abandonar en deferencia a la política de apaciguamiento del período pre-guerra. La cuestión racial se convirtió en uno de los pivotes de la ideología y política nazi. Masaryk y Beneš tomaron la iniciativa de convocar a una conferencia para re-establecer en las mentes y conciencias de todos los hombres la verdad sobre el tema racial... ...
Pero no se les dio dicha oportunidad. La propaganda nazi pudo continuar su tarea sin enfrentar oposición de una organización internacional.

La introducción también afirma que "El conocimiento de la verdad no siempre ayuda a cambiar las actitudes emocionales que se nutren en gran medida del subconsciente o de otros factores que trascienden al tema real." Pero puede "sin embargo, evita racionalizaciones de actos reprochables o comportamientos motivados por sentimientos que los hombres no manifiestan fácilmente de manera abierta."
UNESCO también realiza una declaración de carácter moral:

La dignidad humana exige que todos los ciudadanos sean iguales ante la ley, y que ellos gocen por igual de las ventajas que la ley les concede, sin importar cuales sean sus diferencias físicas o intelectuales. La ley ve en cada persona a un ser humano que tiene el derecho a la misma consideración y a igual respeto. La consciencia de toda la humanidad exige que esto sea cierto para todos los pueblos de la Tierra. Por lo tanto, importa poco, si la diversidad de los dones de los hombres son el resultado de factores biológicos o culturales.

UNESCO manifiesta su deseo de lanzar una campaña de gran alcance para difundir los resultados del informe a un "gran público" por ejemplo mediante la publicación de panfletos. Identificó a Brasil como un país que tiene una "situación ejemplar" en lo que respecta a relaciones raciales y por lo que es preciso realizar investigaciones para comprender las causas de dicha "armonía".

## Controversia
A pesar de que la introducción indicaba que "La competencia y objetividad de los científicos que firmaron la versión final del documento no puede ser puesta en duda", la primera versión de la declaración fue muy criticada. La nueva versión de 1951 explica la controversia en el sentido "Inicialmente el debate sobre el problema de la raza, fueron principalmente los sociólogos quienes dieron sus opiniones y conformaron la ‘Declaración sobre la raza’. La declaración tuvo un efecto positivo, pero no contó con el aval de aquellos grupos sobre los que recae el problema biológico de la raza, específicamente los antropólogos físicos y geneticistas. Segundo, la primera declaración no contiene en detalle las convicciones de estos grupos y por ello, no fue apoyada por numerosos estudiosos de estos dos campos. En general, se mantienen las principales conclusiones de la primera declaración, pero con diferencias de énfasis y algunas importantes eliminaciones."
Entre los ejemplos de diferencias de opiniones por ejemplo la primera versión sostenía que no existe evidencia de diferencias intelectuales o de personalidad. La versión revisada afirma que "Al realizar test de inteligencia, aun tests no verbales, a un grupo de personas sin formación, sus graduaciones por lo general son inferiores a los que obtienen personas con un mayor grado de civilización" pero concluye que "El conocimiento científico disponible no brinda evidencia para creer que los grupos de seres humanos difieren en su capacidad innata para el desarrollo intelectual y emocional."
Otro tema es que la versión revisada reconoce pero no nombra a las 3 razas principales que habían sido denominadas mongoloide, negroide, y caucasoide en la primera versión.
La primera versión expresaba que "Grupos nacionales, religiosos, geográficos, lingüísticos y culturales no necesariamente coinciden con grupos raciales: y las características culturales de dichos grupos no poseen una conexión genética demostrada con elementos raciales. Dado que se cometen errores serios en forma habitual al utilizar el término ‘raza’ en el lenguaje popular, seria conveniente al referirse a las razas humanas dejar de utilizar el término ‘raza’ y en cambio referirse a grupos étnicos." En cambio la versión modificada expresa que los expertos "acordaron que raza es una palabra que debe reservarse para la clasificación antropológica de grupos que presentan combinaciones específicas de características físicas (incluidas fisiológicas) en proporciones características."

## La declaración
La revisión de 1951 de la declaración afirma que Homo sapiens es una sola especie. "Los antropólogos consideran por unanimidad que el concepto de raza es solo un elemento para ayudar en la clasificación que provee una marco zoológico dentro del cual se pueden organizar los diversos grupos humanos y por medio del cual se pueden organizar estudios de los procesos evolutivos. En su sentido antropológico, la palabra ‘raza’ solo debe ser utilizada para referirse a grupos humanos que poseen diferencias físicas bien desarrolladas y hereditarias comparados con otros grupos." Estas diferencias han sido causadas en parte por aislaciones parciales que previnieron el mezclado, donde la geografía fue un factor importante para las razas principales, y a menudo factores culturales en el caso de razas menos difundidas. Los grupos nacionales, religiosos, geográficos, lingüísticos y culturales no necesariamente coinciden con grupos raciales.
La mayoría de los antropólogos han clasificado a los humanos en 3 grandes grupos. Dicha clasificación no depende de una sola característica física como podría ser el color de la piel. Existe un importante solapamiento. Con respecto a casi todas, si no todas, las características medibles, las diferencias entre individuos que pertenecen a la misma raza son mayores que las diferencias que se presentan entre los individuos promedios de dos o más razas dentro del mismo grupo principal.
La mayoría de los antropólogos no incluyen características mentales en su clasificación de las razas humanas. "Al realizar un test de inteligencia, aun pruebas no verbales, en un grupo de personas analfabetas, sus resultados son por lo general inferiores a aquellos de un grupo de personas más civilizadas." Sin embargo, el conocimiento científico disponible no brinda ninguna base para creer que los grupos humanos se diferencian en cuanto a su capacidad intelectual innata y su desarrollo emocional.
No existe evidencia de la existencia de las denominadas "razas puras" y no existe justificación científica para disuadir la reproducción entre personas de razas diferentes.

## Legado y otras declaraciones de UNESCO
Posteriormente UNESCO publicó otras declaraciones similares sobre racismo. En 1978, la Declaración sobre la Raza y los Prejuicios Raciales de UNESCO sostiene que "Todos los pueblos del mundo poseen iguales facultades para alcanzar los más altos niveles intelectuales, técnicos, sociales, económicos, culturales y de desarrollo político" y que "Las diferencias entre los logros de pueblos diferentes pueblos son completamente atribuibles a factores geográficos, históricos, políticos, económicos, sociales y culturales." A diferencia de la declaración anterior no hubo en este caso consulta con expertos científicos. La declaración también alegaba por la implementación de una serie de políticas para combatir el racismo y las desigualdades. También afirma que "Los grupos poblacionales extranjeros, particularmente trabajadores migratorios y sus familias que contribuyen al desarrollo del país que los acoge, deben beneficiarse de medidas apropiadas para garantizarles seguridad y respeto por su dignidad y sus valores culturales y para facilitar su adaptación al medio ambiente que los recibe y su desarrollo profesional con la mirada puesta en su subsecuente reintegración en su país de origen y la contribución que ellos pueden hacer para su desarrollo; se deben tomar medidas para permitir que sus hijos reciban enseñanza en su lengua materna."
Un borrador de la declaración fue escrita por el Director-General y "especialistas eminentes en derechos humanos". El borrador fue discutido en una reunión de representantes de los gobiernos de más de 100 Estados miembros. Se recomendó que los representantes incluyeran también "científicos sociales y otras personas especialmente preparadas en los aspectos sociales, políticos, económicos, culturales, y científicos del problema". Varias organizaciones gubernamentales y no-gubernamentales enviaron observadores. Un texto final fue aprobado por la reunión de los representantes de los gobiernos "mediante consenso, sin oposición o voto" y posteriormente por la Conferencia General de la UNESCO durante su sesión número 20.
En 1995, UNESCO publica la Declaración de los Principios sobre Tolerancia para ampliar sobre su prédica sobre la igualdad racial con recomendaciones para el tratamiento tolerante de personas con diversos antecedentes raciales y culturales. Allí se afirma que "Tolerancia es respeto, aceptación y apreciación de la rica diversidad de las culturas del mundo, nuestras formas de expresión y las formas de ser humanos. Es promovida por el conocimiento, apertura, comunicación, y libertad de pensamiento, conciencia y creencia. Tolerancia es armonía en la diferencia. No es solo una obligación moral, sino que es también un requerimiento político y legal. La tolerancia, la virtud que hace posible la paz, contribuye al remplazo de la cultura de la guerra por una cultura de paz."
La declaración de UNESCO de 1950 fue tenida en cuenta en la decisión de la Corte Suprema de Estados Unidos en 1954 sobre desegregación en el "Caso Brown contra Consejo de Educación de Topeka".